# La zia di Carlo (film 1943)
La zia di Carlo è un film italiano del 1943 diretto da Alfredo Guarini.
Fu girato nello stabilimento cinematografico Fert di Torino.